# Helmuth Beukemann
Wilhelm Berthold Helmuth Beukemann (ur. 9 maja 1894 w Hamburgu, zm. 13 lipca 1981 tamże) – niemiecki wojskowy, generalleutnant.

## Odznaczenia
- Krzyż Rycerski Krzyża Żelaznego (1941)
- Złoty Krzyż Niemiecki (1944)
- Krzyż Kawalerski Orderu Hohenzollernów z mieczami (1918)
- Krzyż Hanzeatycki Hamburski (1916)
- Krzyż Zasługi Wojennej I (1918) i II (1915) klasy (Brunszwik)
- Krzyż Żelazny 1914 I klasy (1916)
- Krzyż Żelazny 1914 II klasy (1914)
- Okucie do Krzyża Żelaznego(inne języki) I i II klasy (1939)
- Czarna Odznaka za Rany (1918)